# Fórmias
Fórmias (em italiano: Formia; em latim: Formiae) é uma comuna italiana da região do Lácio, província de Latina, com cerca de 35 758 habitantes. Estende-se por uma área de 73 km², tendo uma densidade populacional de 490 hab/km². Faz fronteira com Esperia (FR), Gaeta, Itri, Minturno, Spigno Saturnia.

## Demografia
| Variação demográfica do município entre 1861 e 2011                               |
|                                                                                   |
| Fonte: Istituto Nazionale di Statistica (ISTAT) - Elaboração gráfica da Wikipedia |